# Острожна
Острожна (пол. Ostrożna) — село в Польщі, у гміні Славно Опочинського повіту Лодзинського воєводства.
Населення — 169 осіб (2011).
У 1975—1998 роках село належало до Пйотрковського воєводства.

## Демографія
Демографічна структура станом на 31 березня 2011 року:
|          | Загалом | Допрацездатний вік | Працездатний вік | Постпрацездатний вік |
| -------- | ------- | ------------------ | ---------------- | -------------------- |
| Чоловіки | 81      | 24                 | 48               | 9                    |
| Жінки    | 88      | 23                 | 43               | 22                   |
| Разом    | 169     | 47                 | 91               | 31                   |